# Игра в полях господних
«Игра в полях господних» (англ. At Play In The Fields Of The Lord) — американский кинофильм-драма режиссёра Эктора Бабенко. Экранизация одноимённого романа Питера Маттиссена. Номинация на премию Золотой глобус (лучшая работа композитора).

## Сюжет
Действие картины происходит в Бразилии, в тропических лесах бассейна Амазонки. Двое американцев, Льюис Мун и Вульф, вынуждены задержаться в небольшом городке Май де Дес, так как у них закончилось топливо для самолёта и местные власти их не отпускают. Один из руководителей города, команданте Гузман, предлагает сделку. Ему давно мешает поселение индейцев племени Ниаруна, на месте которого Гузман планирует начать разработку месторождения золота. Команданте предлагает Муну провести небольшую бомбардировку с воздуха, что напугало бы индейцев и вынудило бы их покинуть деревню. После этого американцы могли бы продолжить свой путь.
Тем временем в город прибывает семья миссионеров: Мартин и Хазер Квариер с сыном Билли. Они встречаются с Лесли и Энди Хубенами, которые уже пытались проповедовать христианство среди местных индейцев. Обе семьи решают, не обращая внимания на отговорки, восстановить христианскую миссию в районе поселения Ниаруна.
Мун вместе с напарником совершает пробный вылет к поселению индейцев, в самолёт попадает горящая стрела и пилот решает вернуться. Ночью, будучи под воздействием местных наркотических веществ, Мун снова поднимает самолёт в воздух. Он бросает летательный аппарат, оставшийся без горючего, и выбрасывается на парашюте в районе индейского поселения. Мун присоединяется к племени, принявшему его за бога, начинает учиться языку и перенимать образ жизни Ниаруна.
Проповедники заново открывают миссию и индейцы посещают её, однако контакт не удаётся. Вскоре от тропической лихорадки умирает Билли. Хазер теряет рассудок от горя. Льюис Мун сближается с Энди Хубен и после поцелуя заражается лихорадкой. От него болезнь передаётся всему племени. Мун умоляет помочь племени лекарствами и Мартин соглашается. В тот момент, когда Мартин прибывает в поселение, начинается бомбардировка с вертолётов. Мартин в итоге погибает, а Льюис Мун остаётся в живых.

## Награды и номинации
- 1991 — премия Ассоциации кинокритиков Лос-Анджелеса за «лучшее музыкальное сопровождение» композитору Збигневу Прайснеру[1]
- 1992 — номинация на премию «Золотой глобус» за лучшую музыку к фильму

## Критика
Винсент Кэнби (The New York Times) нашёл фильм «сенсационно хорошим», отметив «реалистичность» съёмки как на земле («где флора может быть не менее опасна, чем фауна»), так и в воздухе. По мнению рецензента, картина способна ошеломить зрителя, вызвав у того «смутное беспокойство за судьбу дождевых лесов, озонового слоя и индейцев, оказавшихся на грани вымирания». В то же время, критик отмечает и некоторое расхождение между фильмом и книгой в трактовке определённых сцен. Так, фраза Муна («Если Господь сделал индейцев такими, какие они есть, кто вы такие, чтобы их „переиначивать“?») — на взгляд автора, хотя и привлекательна, не вполне соответствует оригиналу.
Роджер Эберт (Chicago Sun-Times) относит к числу основных достоинств картины возможность проникнуться «духом» сельвы, почувствовать величие настоящих джунглей и Амазонки. Говоря о различиях между книгой и фильмом, рецензент приходит к выводу, что в первой каждый из героев «ждёт своего часа». В фильме, напротив, выбор, в большинстве случаев, уже сделан в пользу предметов, которые «было бы не сложно экранизировать». Так, индейцы сельвы — настоящие, не «бутафорские»; они «играют самих себя». Согласно заключению Эберта, «Игра в полях господних» — скорее, фильм о вере, об убеждениях, а не о действиях: 

При его просмотре, мы видим моралите о мире, в котором простые люди невольно творят зло, так что плодами их дел могут воспользоваться злодеи. По сути, фильм утверждает, что все народы имеют право беспрепятственно поклоняться своим богам; в то же время, он идёт дальше, обнаруживая, что, если ваш бог живёт в земле и деревьях, разрушив их, мы убьём вашего бога.
Оригинальный текст (англ.)Watching it, we are looking at a morality play about a world in which sincere people create unwitting mischief so that evil people can have their way. The movie essentially argues that all peoples have a right to worship their own gods without interference, but it goes further to observe that if your god lives in the land and the trees, then if we destroy your land, we kill your god.
— Р. Эберт (рецензия в газете «Chicago Sun-Times»)

## В ролях
- Том Беренджер — Льюис Мун
- Джон Литгоу — Лесли Хубен
- Дэрил Ханна — Энди Хубен
- Эйдан Куинн — Мартин Квариер
- Кэти Бейтс — Хазер Квариер
- Том Уэйтс — Вольф
- Нила Кивиринта — Билли
- Нельсон Хавьер — отец Ксантес
- Хосе Думон — Гузман
- Стенио Гарсия — Боронаи